# Fresnes (Yonne)
Fresnes é uma comuna francesa na região administrativa de Borgonha-Franco-Condado, no departamento de Yonne. Estende-se por uma área de 4,97 km². Em 2010 a comuna tinha 67 habitantes (densidade: 13,5 hab./km²).